# Listopady
Listopady (biał. Лістапады; ros. Листопады) – wieś na Białorusi, w obwodzie mińskim, w rejonie wołożyńskim, w sielsowiecie Horodźki.
Znajduje się tu przystanek kolejowy Listopady na linii Lida - Mołodeczno.
W dwudziestoleciu międzywojennym leżały w Polsce, w województwie nowogródzkim, w powiecie wołożyńskim.